# Куцевол Олексій Амвросійович
Олексій Амвросійович Куцевол (17 березня 1904, село Аврамівка Августинівської волості Катеринославського повіту Катеринославської губернії, тепер Васильківський район Дніпропетровської області — 28 березня 1978, місто Запоріжжя) — український радянський діяч, секретар Запорізького обласного комітету КП(б)У, 1-й секретар Сталінського (Жовтневого) районного комітету КПУ міста Запоріжжя, голова Осипенківського (Бердянського) міськвиконкому Запорізької області.

## Біографія
Народився в селянській родині. З 1912 по 1914 рік навчався в сільській школі.
З 1914 по 1925 рік працював у господарстві батьків. У вересні 1925 — лютому 1930 року — різнороб, молотобоєць, коваль заводу імені Енгельса села Верхня Хортиця Запорізької округи.
Член ВКП(б) з грудня 1929 року.
15 лютого — 20 вересня 1930 року — голова Верхньохортицької сільської ради Запорізького району.
У вересні 1930 — лютому 1932 року — слухач Оріхівської радпартшколи, пропагандист.
У лютому — червні 1932 року — штатний пропагандист Запорізького міського комітету КП(б)У. У червні — жовтні 1932 року — слухач Курсів лекторів у місті Харкові. 2 листопада 1932 — 15 лютого 1933 року — штатний пропагандист Запорізького міського комітету КП(б)У.
У лютому 1933 — вересні 1936 року — завідувач саду та партійний організатор радгоспу «Дніпроенерго» на острові Хортиці біля міста Запоріжжя.
У вересні — листопаді 1936 року — інструктор Запорізького міського комітету КП(б)У.
У листопаді 1936 — лютому 1938 року — студент Центральної школи пропагандистів при ЦК КП(б)У в місті Харкові.
19 лютого — 20 травня 1938 року — в.о. 1-го секретаря, 20 травня 1938 — 12 січня 1939 року — 1-й секретар Сталінського (Жовтневого) районного комітету КП(б)У міста Запоріжжя.
У січні — травні 1939 року — завідувач відділу керівних партійних органів Організаційного бюро ЦК КП(б)У по Запорізькій області. У травні — серпні 1939 року — завідувач організаційно-інструкторського відділу Запорізького обласного комітету КП(б)У.
8 серпня 1939 — жовтень 1941 року — 3-й секретар Запорізького обласного комітету КП(б)У.
З листопада 1941 року — в Червоній армії, учасник німецько-радянської війни. 10 листопада 1941 — 15 жовтня 1942 року — уповноважений Військової Ради 9-ї армії Південного фронту. 15 жовтня 1942 — 7 січня 1943 року — уповноважений Військової Ради Північної групи військ.
7 січня — 1 жовтня 1943 року — у розпорядженні ЦК КП(б)У в місті Москві.
1 жовтня 1943 — 22 березня 1947 року — 3-й секретар Запорізького обласного комітету КП(б)У.
У квітні 1947 — 13 вересня 1948 року — голова виконавчого комітету Осипенківської (тепер — Бердянської) міської ради депутатів трудящих Запорізької області.
20 жовтня 1948 — 16 травня 1952 року — начальник Запорізького обласного управління місцевими торгами.
16 травня 1952 — травень 1953 року — керуючий Запорізького відділення «Гастроном».
20 травня 1953 року виключений з КПРС за рішенням Сталінського районного комітету КПУ через «зловживання на службі, що втілилося у незаконному придбанні матеріалів з бази з метою спекуляції». Був засуджений Запорізьким обласнтим судом на 10 років позбавлення волі, але звільнений від відбування покарання за амністією. Рішення про виключення з партії також було скасоване, а замість нього 9 вересня 1953 року Запорізький міський комітету КПУ виніс Олексію Куцеволу «сувору догану із занесенням до облікової картки».
У 1954 році — голова артілі «П'ята п'ятирічка» Запорізької області.
У 1954—1964 роках —  директор Запорізької фабрики головних уборів.
З 1964 року — персональний пенсіонер республіканського значення в місті Запоріжжі.

## Родина
Дружина — Акулина Гнатівна. Дочки — Ганна та Світлана, син — Олексій.

## Нагороди
- медаль «За бойові заслуги» (1942)
- медаль «За оборону Кавказу» (1945)
- медаль «За перемогу над Німеччиною у Великій Вітчизняній війні 1941—1945 рр.» (1945)
- медаль «За доблесну працю у Великій Вітчизняній війні 1941—1945 рр.» (1946)